# Kampot
Kampot là một tỉnh phía nam Campuchia, vùng đất này còn được gọi là Cần Bột trong lịch sử Việt Nam thời kỳ nhà Nguyễn.
Phía bắc giáp các tỉnh Kampong Speu và Koh Kong, phía nam giáp tỉnh An Giang của Việt Nam, phía đông giáp tỉnh Takéo, phía tây giáp hai tỉnh Sihanoukville, Kep và vịnh Thái Lan.

## Hành chính
Tỉnh có 1 thị xã và 8 huyện là:
- 0701 Angkor Chey
- 0702 Banteay Meas
- 0703 Chhuk
- 0704 Chum Kiri
- 0705 Dang Tong
- 0706 Kampong Trach
- 0707 Tuek Chhou
- 0708 Krong Kampot

## Ảnh

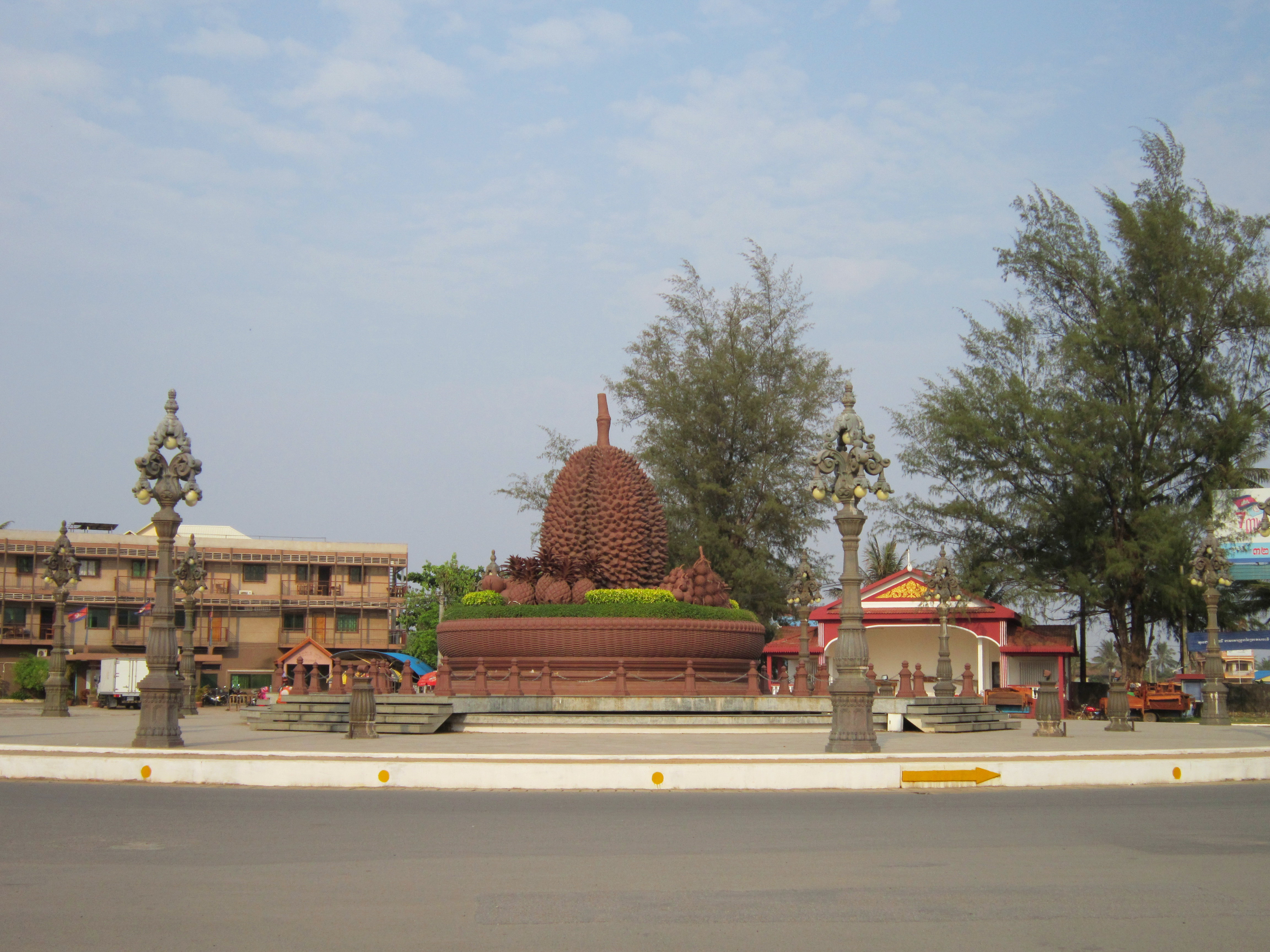
Tượng đài quả sầu riêng ở quảng trường trung tâm thị xã Kampot.
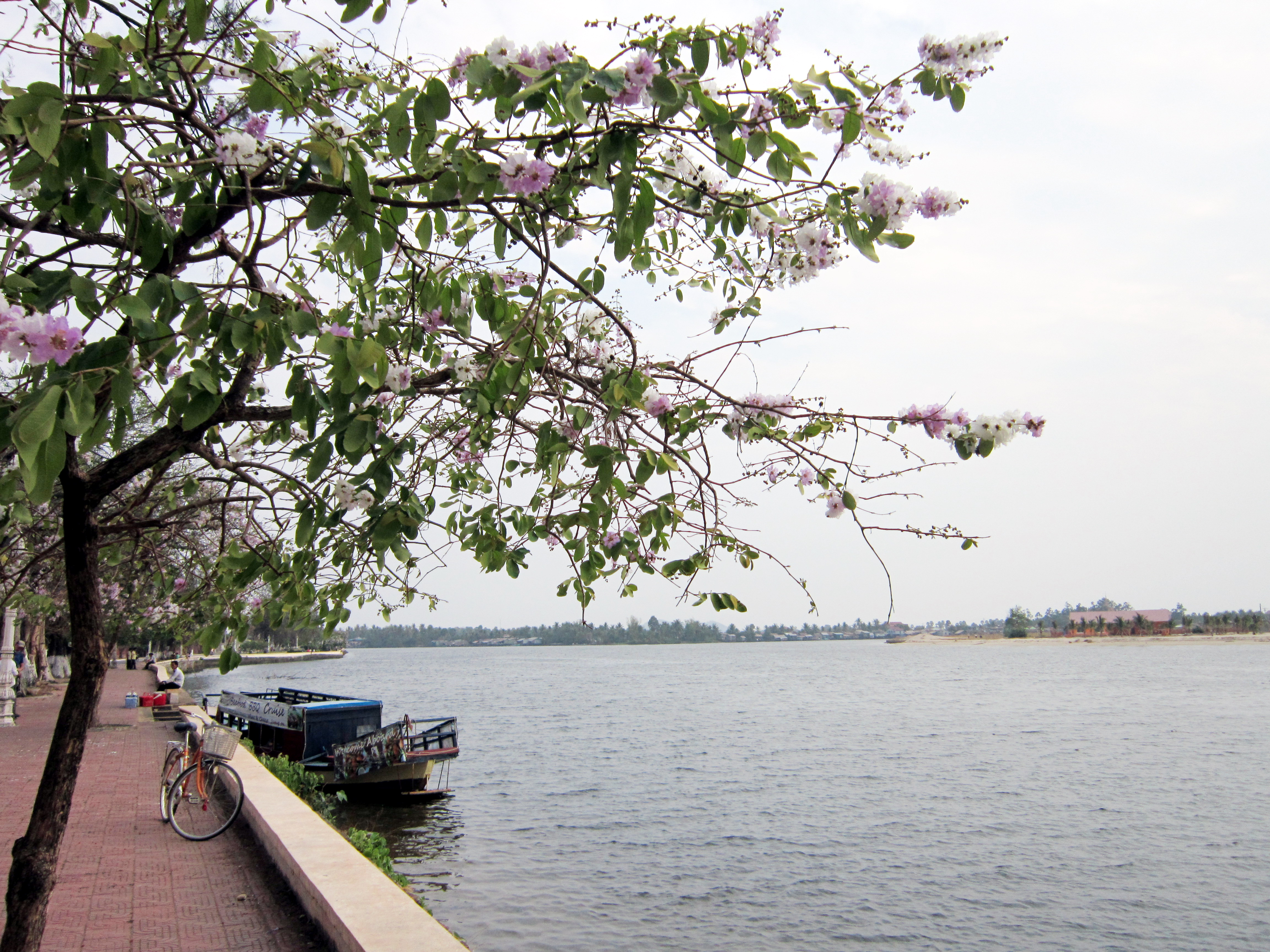
Sông ở thị xã.
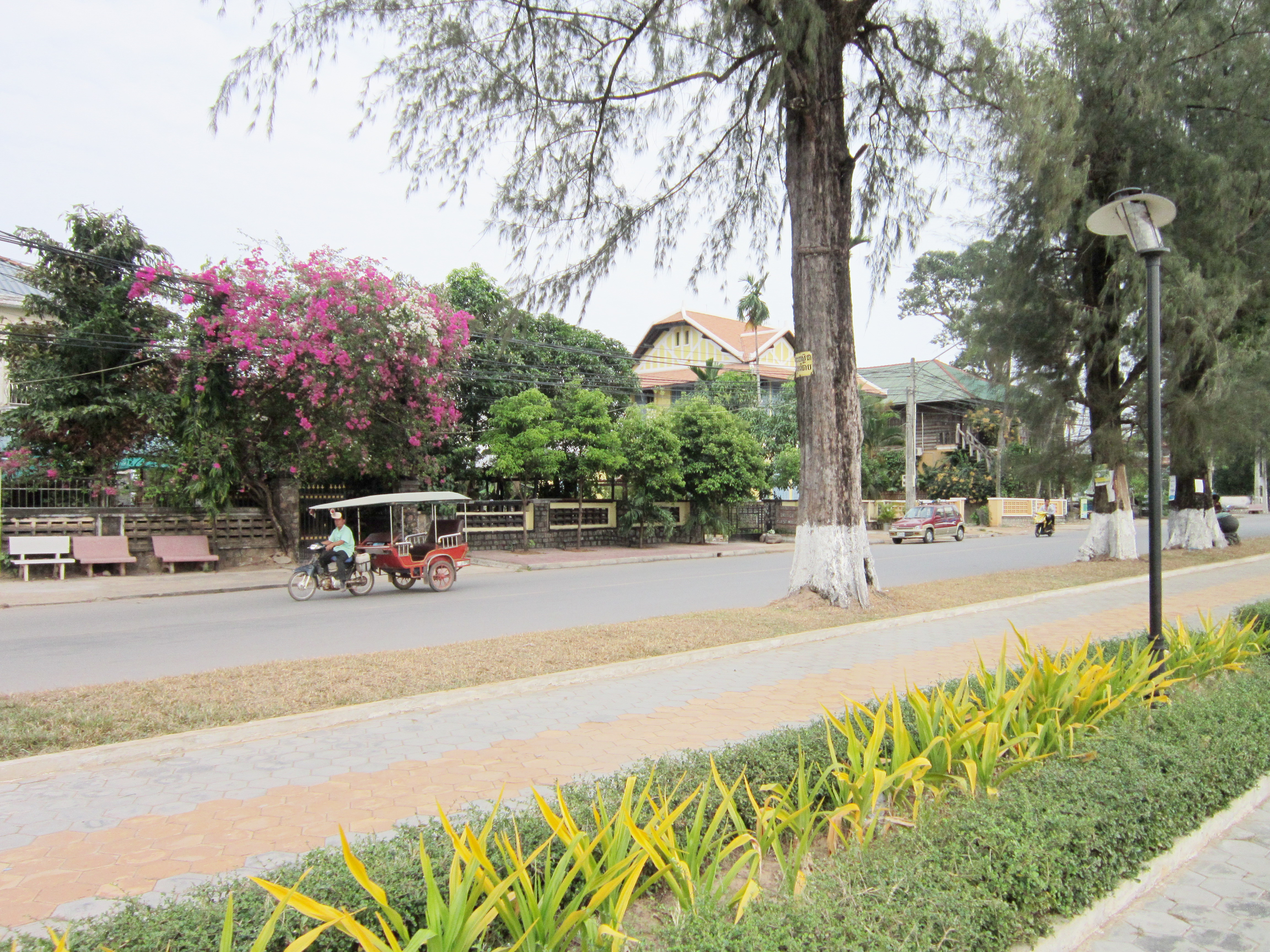
Một đường phố ở thị xã Kampot, thuộc tỉnh Kampot.
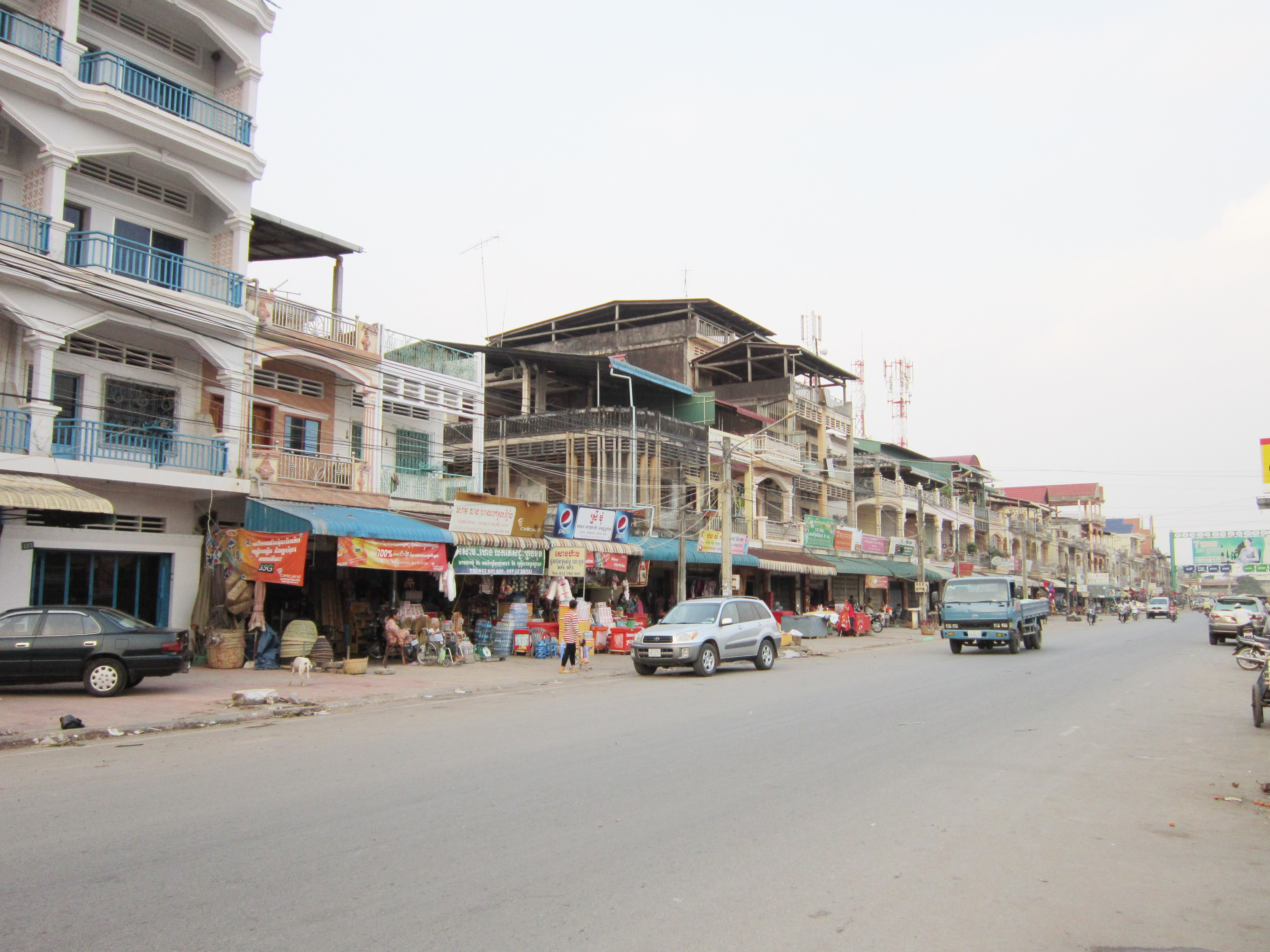
Một khu phố ở chợ thị xã Kampot.
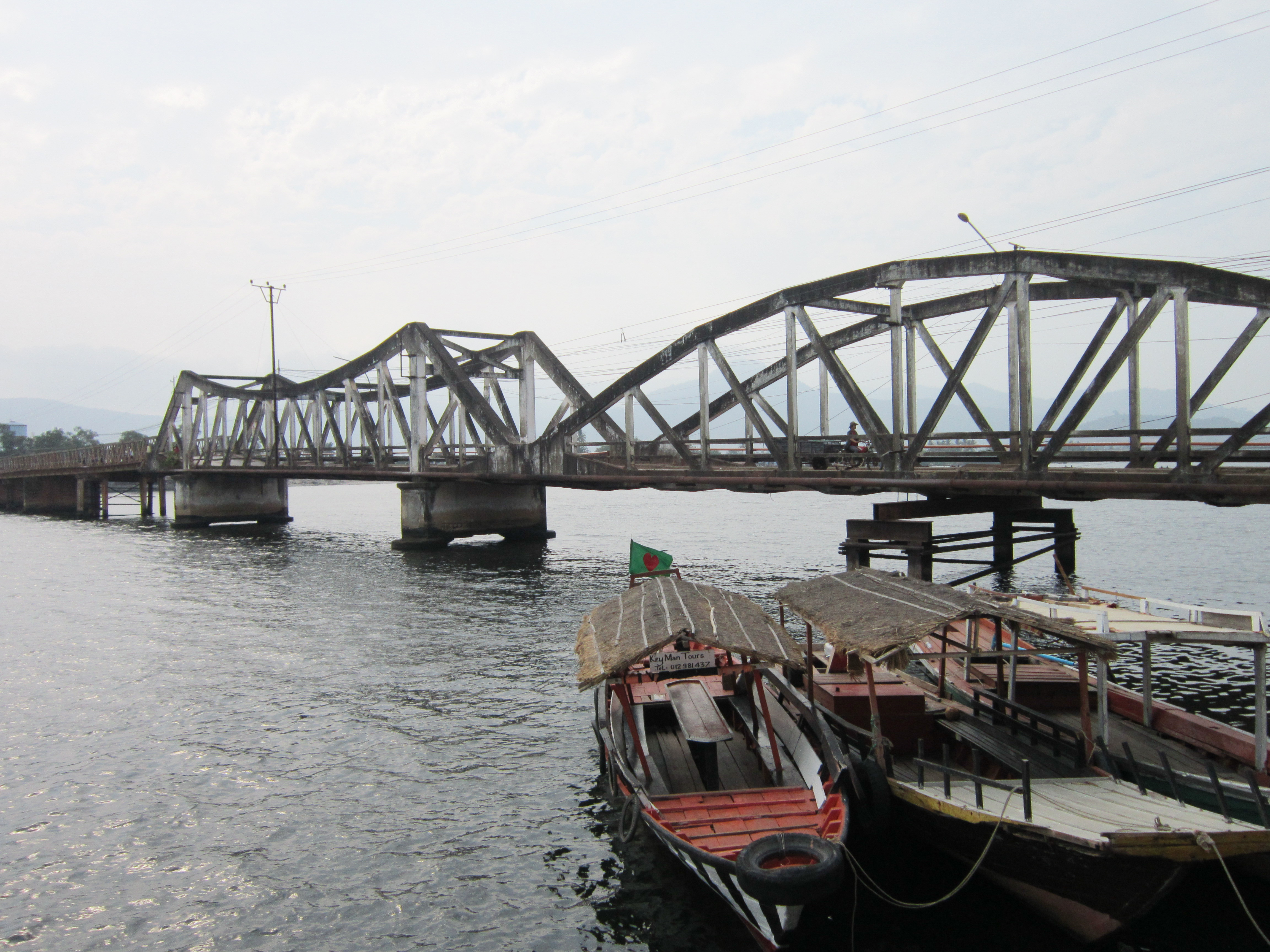
Cầu bắc qua sông ở thị xã Kampot.
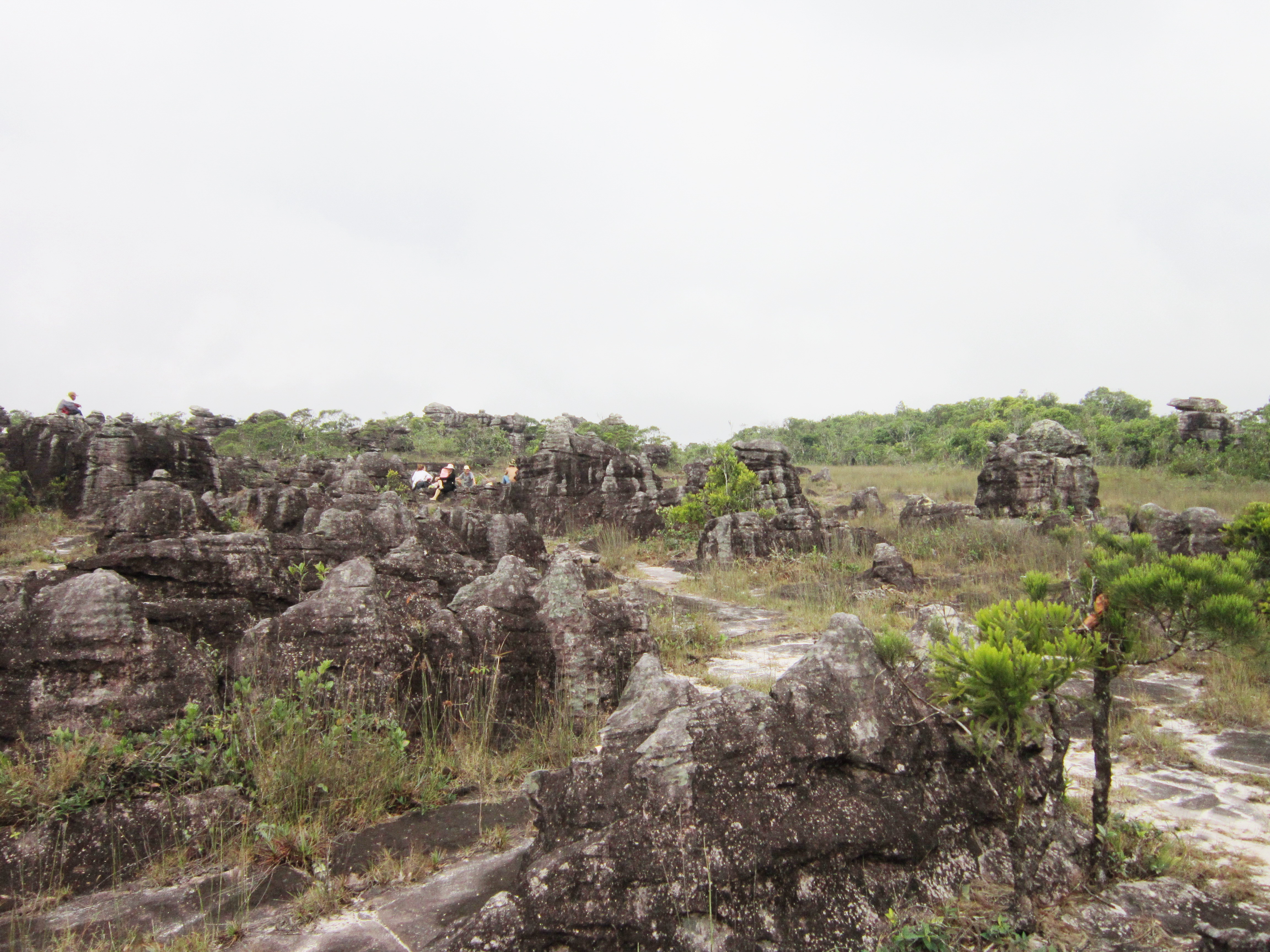
Phong cảnh trên núi đỉnh núi Bokor (Tà Lơn). Nơi này, người Việt gọi là Lan Thiên.
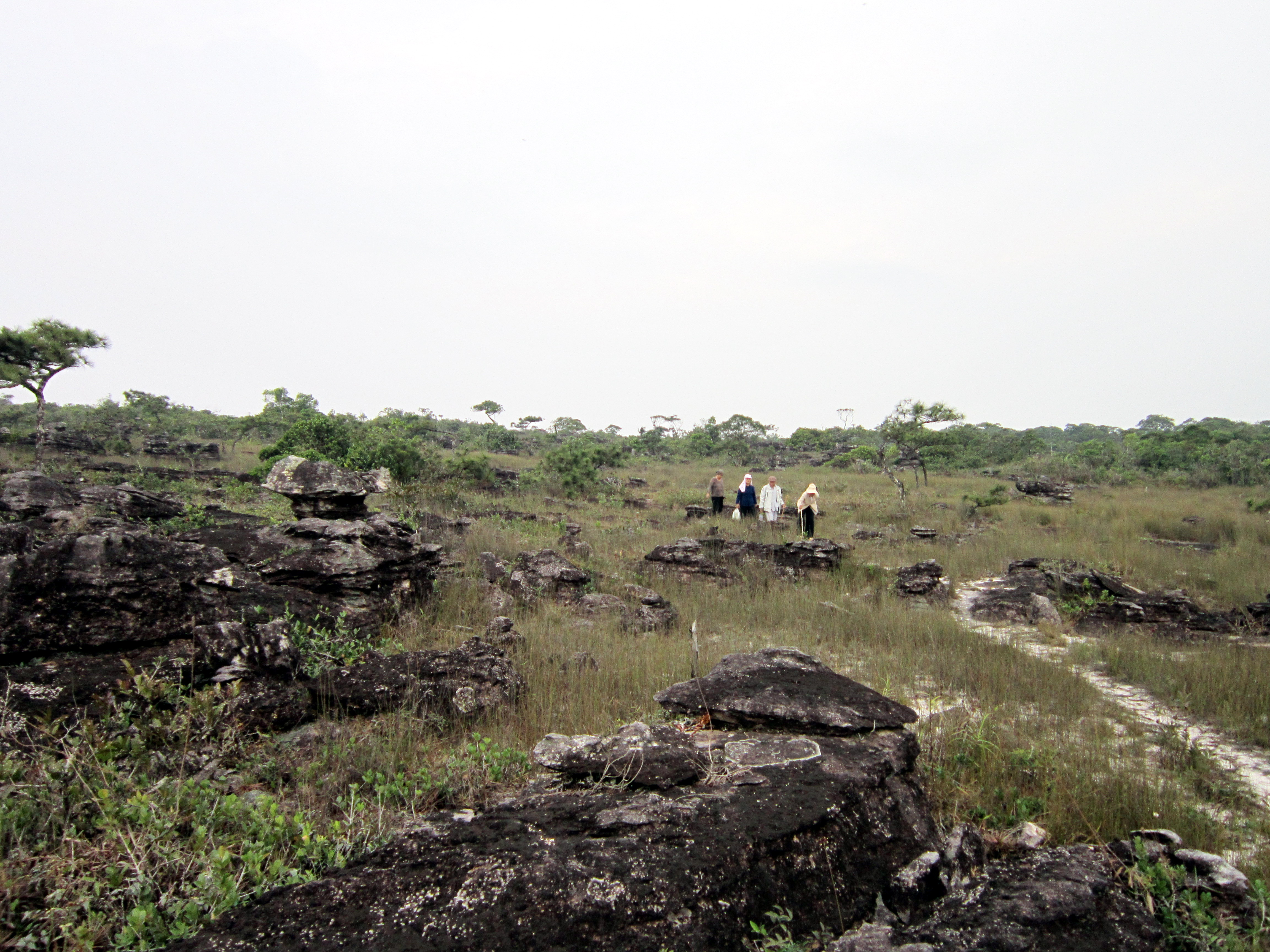
Một nhóm người Việt đi hành hương trên đỉnh núi Bokor.
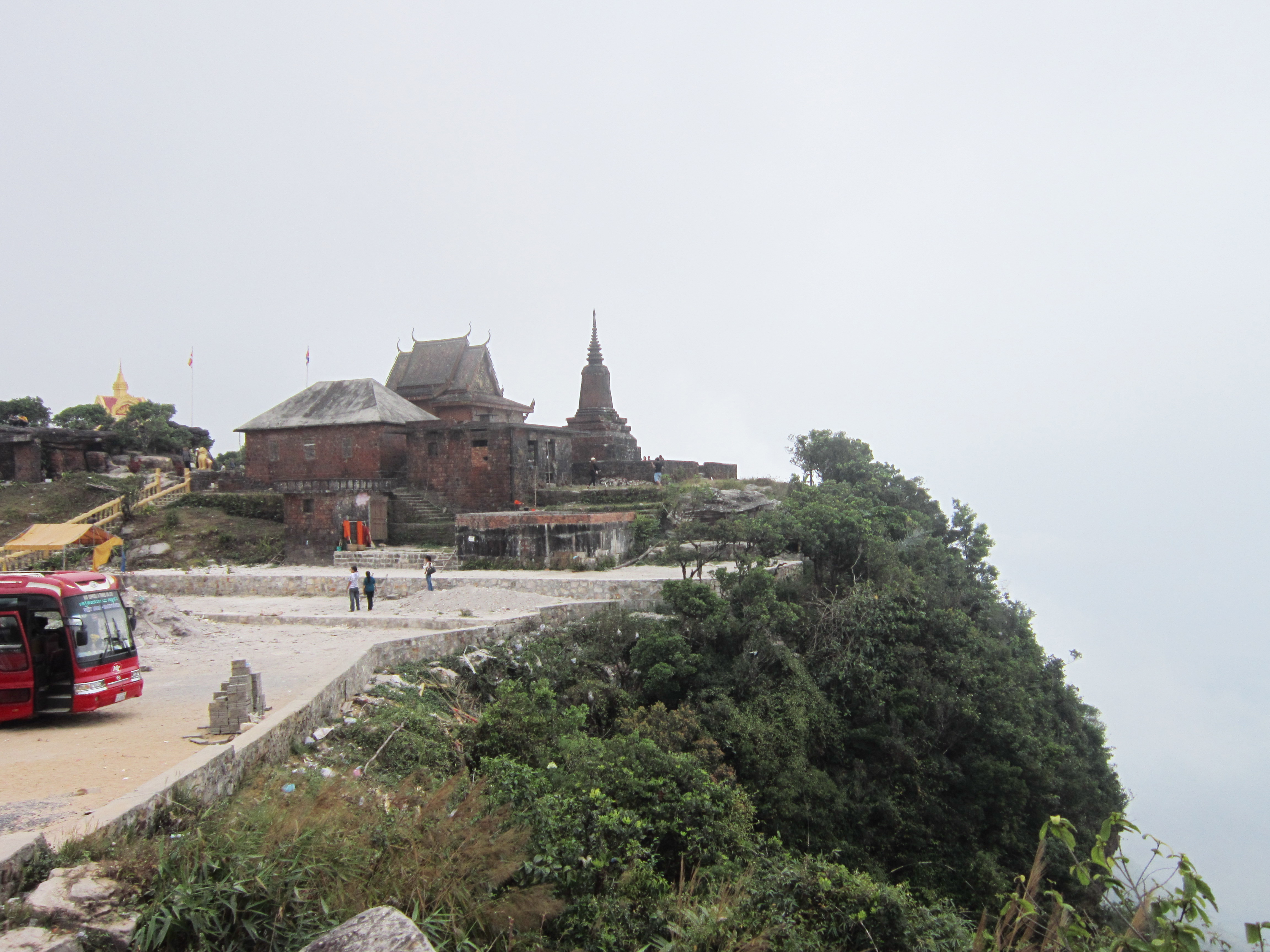
Chùa Wat Sampov Pram (người Việt gọi là Năm Thuyền) ở lưng chừng núi Tà Lơn do vua Monivong xây dựng năm 1924.